# Camille Leboulanger
 (février 2024).
Camille Leboulanger (né le 12 juillet 1991) est un écrivain et traducteur français.

## Biographie
Camille Leboulanger naît le 12 juillet 1991. Il mène ses études à l'École supérieure de l'audiovisuel à Toulouse, où il se forme à la prise de son et à la post-production du son ainsi qu'à l'écriture de scénarios. Il participe à la conception sonore de plusieurs courts métrages. Par la suite, il change de métier pour devenir professeur de français, et entame une carrière d'écrivain en parallèle. Il publie en 2011 un premier roman de science-fiction, Enfin la nuit, chez L'Atalante. En 2017, Bertram le baladin, aux éditions Critic, est un roman de fantasy,.
Le Chien du forgeron (2022) raconte le mythe celte du héros Cúchulainn sous l'angle de la masculinité toxique,,. Eutopia tente d'imaginer une utopie écosocialiste.

## Œuvres

### Romans
- 2011 : Enfin la nuit, L'Atalante
- 2017 : Bertram le baladin, éditions Critic. Réédition en 2019, Libretto
- 2018 : Malboire, L'Atalante
- 2021 : Le Chien du forgeron, Argyll
- 2021 : Ru, L'Atalante
- 2022 : Eutopia, Argyll
- 2025 : Ceux qui me hantent, Rageot

### Nouvelles
- 2010 : « 78 ans », Ceux qui nous veulent du bien, anthologie, La Volte
- 2018 : « Le Chant du Profond », Monstres cachés, anthologie, association ImaJn'ère.
- 2019 : « Floréal », Frontières, anthologie, association ImaJn'ère.
- 2020 : « Circuit fermé », Naufragés de l'espace, anthologie autour de P.-J. Hérault, éditions Critic.
- 2020 : « Des yeux de verre et de plastique », Présences d'esprits n°100, printemps 2020.
- 2021 : « La Grève », Fiction n°2, Les Moutons électriques.
- 2021 : « La Planète Cité », Anthologie des Utopiales 2021, anthologie composée par Jérôme Vincent, ActuSF.
- 2023 : Dévorer le futur, recueil de nouvelles, éditions Goater

### Traduction
- 2024 : Tout pour tout le monde, Eman Abdelhadi & M.E. O'Brien, roman, éditions Argyll.